# Burgstall Burgstein
Der Burgstall Burgstein ist der Rest einer abgegangenen, vermutlich hochmittelalterlichen Burg, die sich einst auf einer felsigen Bergecke über zwei kleinen Tälern erhob. Der Burgstall liegt nördlich des Dorfes Ortspitz in der Gemeinde Leutenbach im oberfränkischen Landkreis Forchheim in Bayern, Deutschland. Die vermutlich schon während des 11. Jahrhunderts gegründete Burg war wohl die Stammburg der Edelherren von Leutenbach, die nach deren Aussterben um 1200 verfiel. Von der Burg haben sich nur der eindrucksvolle Halsgraben mit Außenwall und einige wenige Bebauungsspuren erhalten. Der Burgstall dient als Aussichtspunkt auf Leutenbach und die Ehrenbürg.

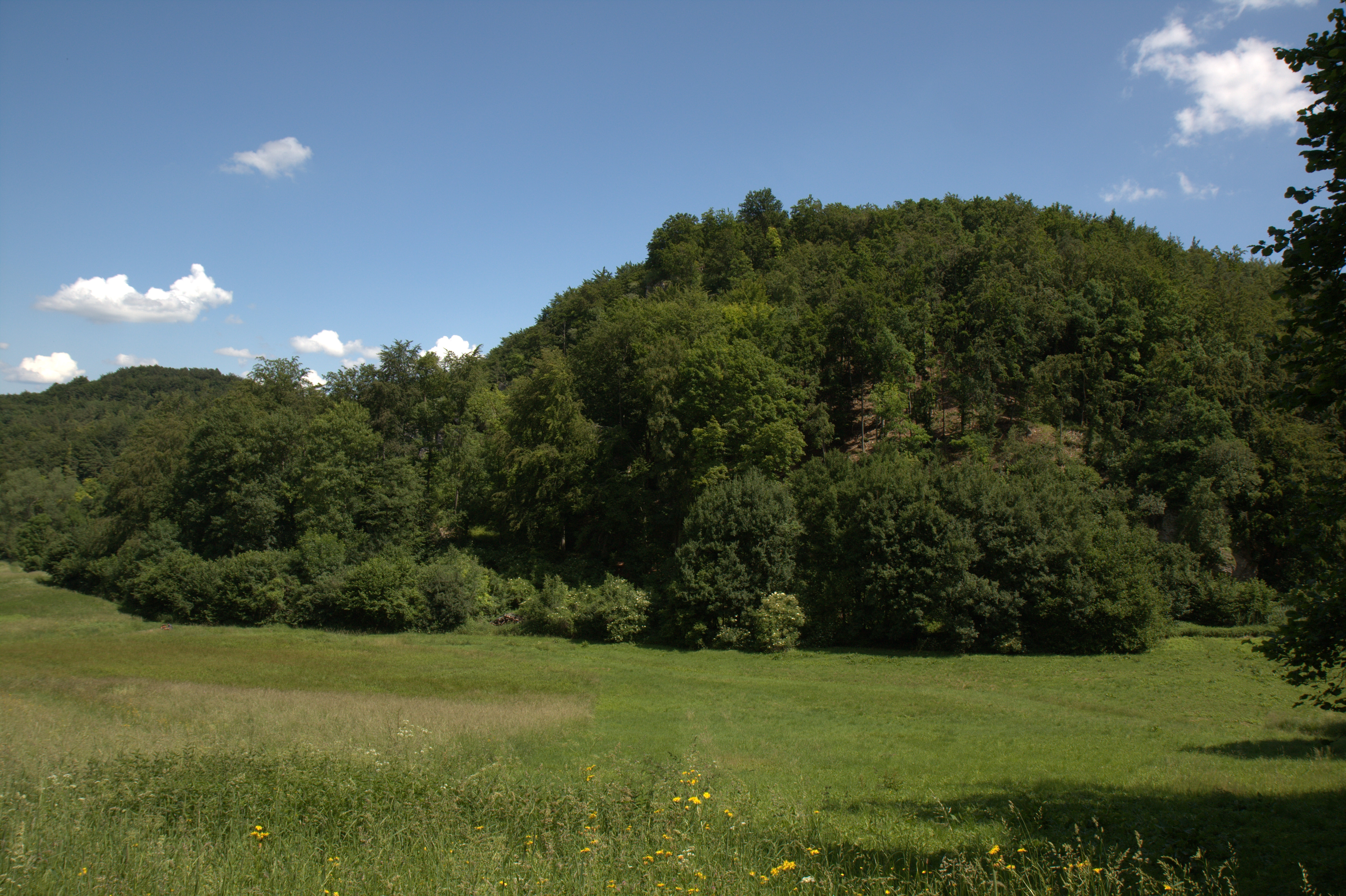
Bild 1: Ansicht des Burgsteines von Süden aus dem Moritzbachtal

## Geographische Lage
Die Stelle der ehemaligen Höhenburg befindet sich in der südwestlichen Fränkischen Schweiz, einem Teil des Frankenjuras, auf einer 503 m ü. NN hohen Kuppe.
Sie liegt etwa 1600 Meter südsüdöstlich der katholischen Pfarrkirche Sankt Jakobus in Leutenbach und etwa 260 Meter nördlich der Ortsmitte von Ortspitz.
Die Nord- und die Ostseite dieser Burgstein genannten Kuppe steigen einige Meter über die umgebende Hochfläche auf, die beiden anderen, von Natur aus am besten geschützten Seiten fallen in das Tal des Moritzbaches ab.
In der Nähe befinden sich noch weitere ehemalige mittelalterliche Burgen, nur wenige Kilometer nordöstlich steht das Schloss Hundshaupten, ehemals eine mittelalterliche Burg, etwas weiter liegt der Burgstall Altes Schloss auf dem Zaunbacher Berg. Westlich befinden sich die Burg Egloffstein und ein weiterer Burgstall mit dem Namen Altes Schloss. In ostsüdöstlicher Richtung liegen der Burgstall Schlossberg über der Ortschaft Haidhof und die Burg Thuisbrunn, südlich befindet sich die Burgruine Regensberg im gleichnamigen Dorf.

## Geschichte der Burg
Über die abgegangene Burg bei Leutenbach gibt es keinerlei geschichtliche Nachrichten, nach dem Nürnberger Burgenforscher Hellmut Kunstmann könnte sie aber der Stammsitz der edelfreien Adelsfamilie von Leutenbach gewesen sein, von der auch die Edelfreien von Niesten abstammten.
Dieses Adelsgeschlecht erschien erstmals im Jahr 1079 mit Frederich I., allerdings ohne Familiennamen, in einem Brief von Papst Gregor VII., er wird aber dem Leutenbacher Geschlecht zugeordnet. 1112 wurde ein „Engilhard, liber homo de Ludunbach“, also Engilhard, Freier von Leutenbach, in einer Urkunde Kaiser Heinrichs V. genannt.
Mit Otto II. von Leutenbach starb die Adelsfamilie im Jahre 1203 aus.
Die Burg, die in einer Sage als „Schloss Oberleutenbach“ bezeichnet wurde, ist eventuell Nachfolgebau einer Burg, die sich an der Stelle der nahen Filialkirche St. Moritz befand. Diese, im Jahr 1465 erstmals in einer Urkunde erwähnte Kapelle könnte aus der Burgkapelle dieser ehemaligen Burg hervorgegangen sein, wie ihr Patrozinium Sankt Moritz, das typisch für Burgkapellen in der Gegend ist, nahelegt. Der älteste Teil der Kapelle, der Chor stammt aus der Zeit um 1400, die restlichen Bauten wurden im 17. Jahrhundert nach einer Zerstörung erneuert. Die Kapelle diente auch als Erbbegräbnisstätte der Herren von Leutenbach, was auch die aufgefundenen Reste eines Adelsepitaphs unterstreichen.
Nach der Form der Burganlage, die dem nahen Burgstall Dietrichstein und dem Burgstall Ebermannstadt ähnelt, könnte sie ein hohes Alter aufweisen. Die fast kreisrunde Anlage bot einem Angreifer eine breite Angriffsfront, so dass sie wohl nicht lange standhalten konnte. Diese Bauform war während des 11. Jahrhunderts verbreitet.
Nach dem Aussterben der Herren von Leutenbach ging die Burg in den Besitz des Hochstifts Bamberg über. Allerdings existieren auch aus dieser Zeit keine Urkunden über die Burg, so dass das Hochstift wohl keine Verwendung für sie hatte und sie verfallen ließ.
Aufgabe der Burg war vermutlich die Überwachung einer Altstraße, die von Eggolsheim über Weilersbach, Kirchehrenbach und Leutenbach an der Burg vorbeiführte, dann weiter nach Ortspitz, Haidhof, Thuisbrunn und Dörnhof verlief und in die Straße im Trubachtal einmündete. Bei dem Dorf Ortspitz, also unmittelbar an der Burg, zweigte von der Straße eine direkte Verbindung nach Egloffstein ab.
Heute ist die Stelle der ehemaligen Burg mit Wald bewachsen, von ihr sind nur noch der mächtige Halsgraben mit Außenwall, die Zisterne und einige aus dem Fels gehauene Treppenstufen erhalten.
Im Bereich des Burgstalls wurde eine Informationstafel aufgestellt.
Der frei zugängliche Burgstall dient als Rastplatz und Aussichtspunkt unter anderem zur gegenüberliegenden Ehrenbürg. Er ist über den Wanderweg Kulturerlebnis Fränkische Schweiz von Leutenbach aus erreichbar. Er führt durch die Täler der Trubach und der Wiesent und verbindet die Burgställe Reifenberg, Ebermannstadt und Schlüsselstein, die Burgruinen Streitberg und Neideck und die Burg Gößweinstein miteinander.
Das vom Bayerischen Landesamt für Denkmalpflege als „vermutlich(e) Höhensiedlung der Urnenfelderzeit und mittelalterlicher Burgstall“ erfasste Bodendenkmal trägt die Denkmalnummer D-4-6233-0019.

## Beschreibung
Die Stelle der abgegangenen Höhenburg liegt auf einer kleinen Kuppe, die sich einige Meter hoch an einer Bergecke erhebt (Titelbild). Zwei Seiten dieser Kuppe fallen sehr steil, teilweise mit senkrechten Felsen in das angrenzende Tal ab (Bild 1), auch die Nord- und die Ostseite fallen etwa zehn Meter mit steiler Böschung zu einem Bergsattel ab, der den Burgstein mit einer nordöstlich gelegenen Bergkuppe verbindet.
Die ungefähr runde Fläche dieser vermutlich einteiligen Burganlage maß etwa 35 × 30 Meter. Spuren einstiger Bebauung sind auf der relativ ebenen Fläche obertägig nicht mehr zu sehen.
An der von Natur aus am schlechtesten geschützten Nord- und Ostseite der Kuppe wurde ein dreiviertelrunder Halsgraben ausgehoben, dem ein Außenwall vorgelagert wurde (Bild 3). Der Graben ist etwa 15 Meter breit und von der Burgfläche aus noch 3,5 Meter tief. An beiden Grabenenden sind noch etwa zwei Meter breite und einen halben Meter hohe Wälle zu sehen, vermutlich der Rest von Grabensperrmauern, die ein seitliches Eindringen in den Graben verhindern sollten. Das westliche Grabenende läuft einige Meter vor dem Steilabfall ins Tal in der steilen Böschung aus, das südliche Ende verläuft bis zum Steilabfall und bildet dort noch einen Abraumhügel, der die Form einer kleinen Terrasse hat.
Außerhalb des Grabens befindet sich ein heute noch etwa drei Meter hoher Wall, der durch das Eintiefen des Halsgrabens entstand.
Eine Vertiefung im felsigen Boden ist nach Kunstmann der Rest einer Zisterne, nach Ernst von Aufseß der Eingang in einen Kellerraum. 1858 waren dort angeblich noch in den Fels gehauene Stufen und Mauerreste aus Tuffstein erkennbar. An der Felsspitze im Südwesten, auf der sich jetzt eine Aussichtsplattform befindet, sind noch vier in den Fels geschlagene Stufen zu erkennen, die zu einer tieferliegenden Felsnische führen, wohl Rest eines Gebäudes der Burg.
Der Zugang zur Burg lag an der Ostseite der Anlage, im Halsgraben ist dort noch ein etwa zwei Meter langer und wenige Zentimeter hoher Fels erkennbar (Bild 4). Er diente wohl als Brückenpfeiler wie auch bei dem nahen Burgstall Schlossberg bei Haidhof. Auch der Außenwall ist an der Stelle des Zuganges etwa einen halben Meter niedriger.

## Bilder

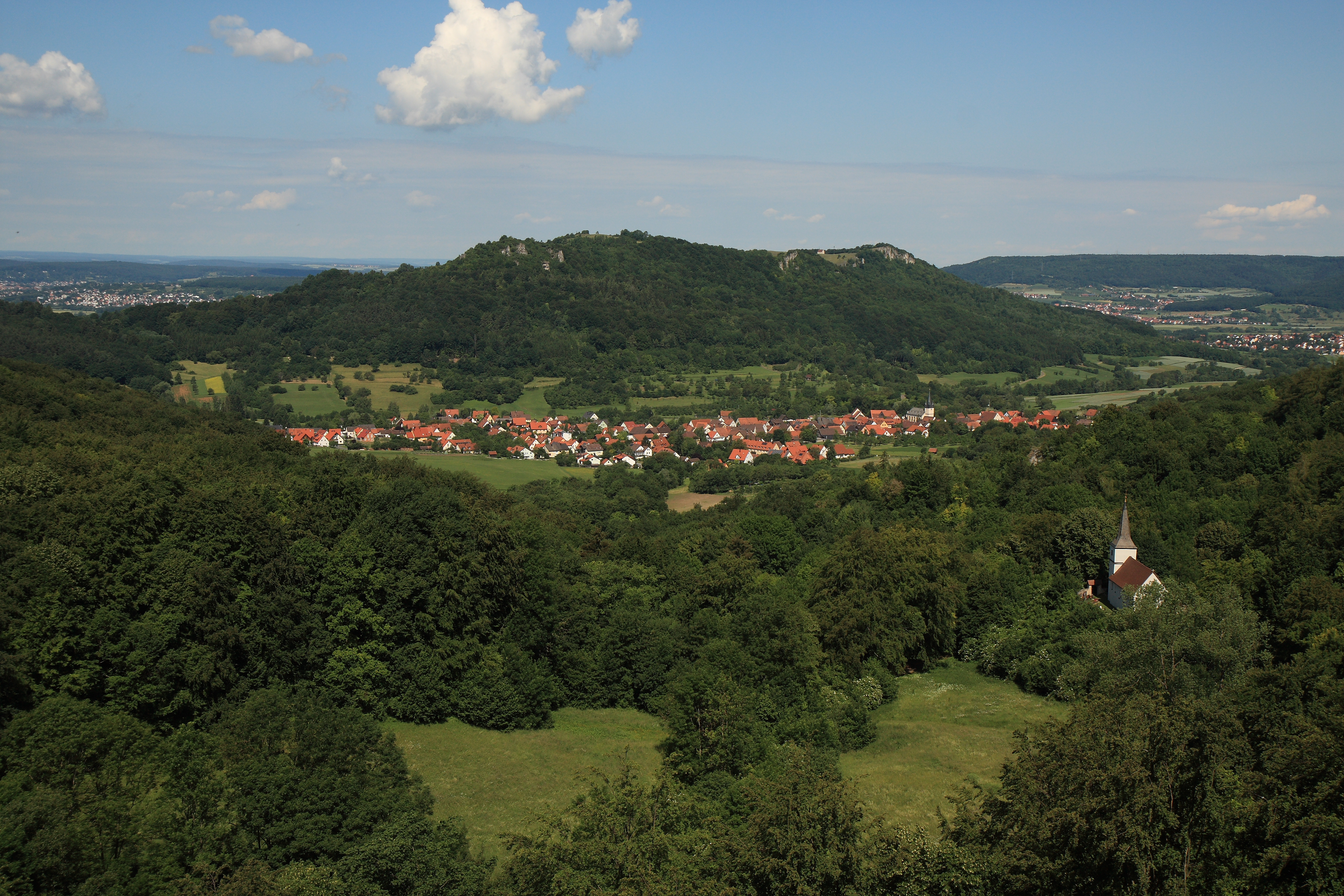
Bild 2: Blick vom Burgstein auf die Kapelle Sankt Moritz, den Ort Leutenbach und die Ehrenbürg
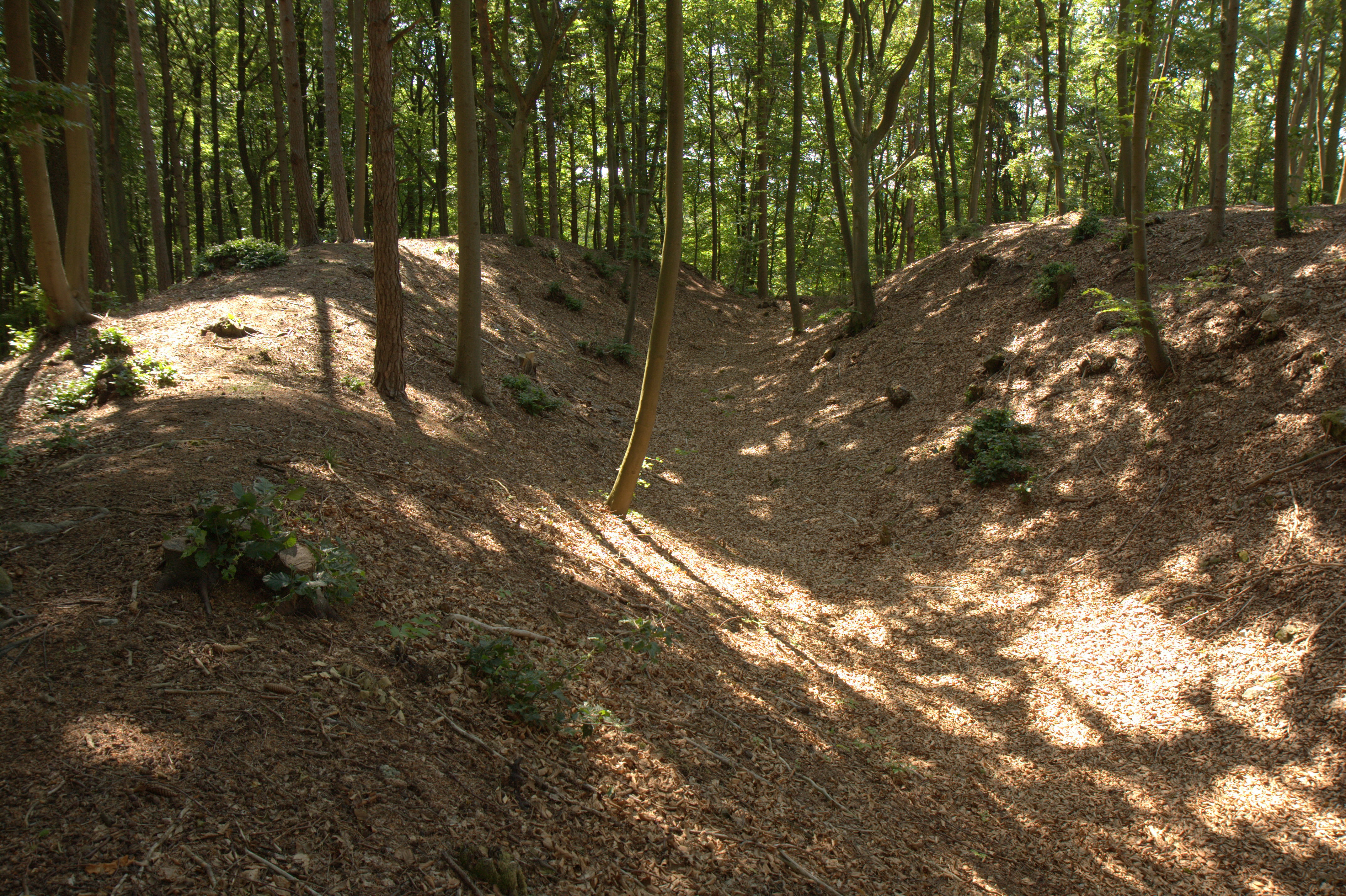
Bild 3: Ansicht des Halsgrabens mit dem Außenwall, rechts die Burgfläche
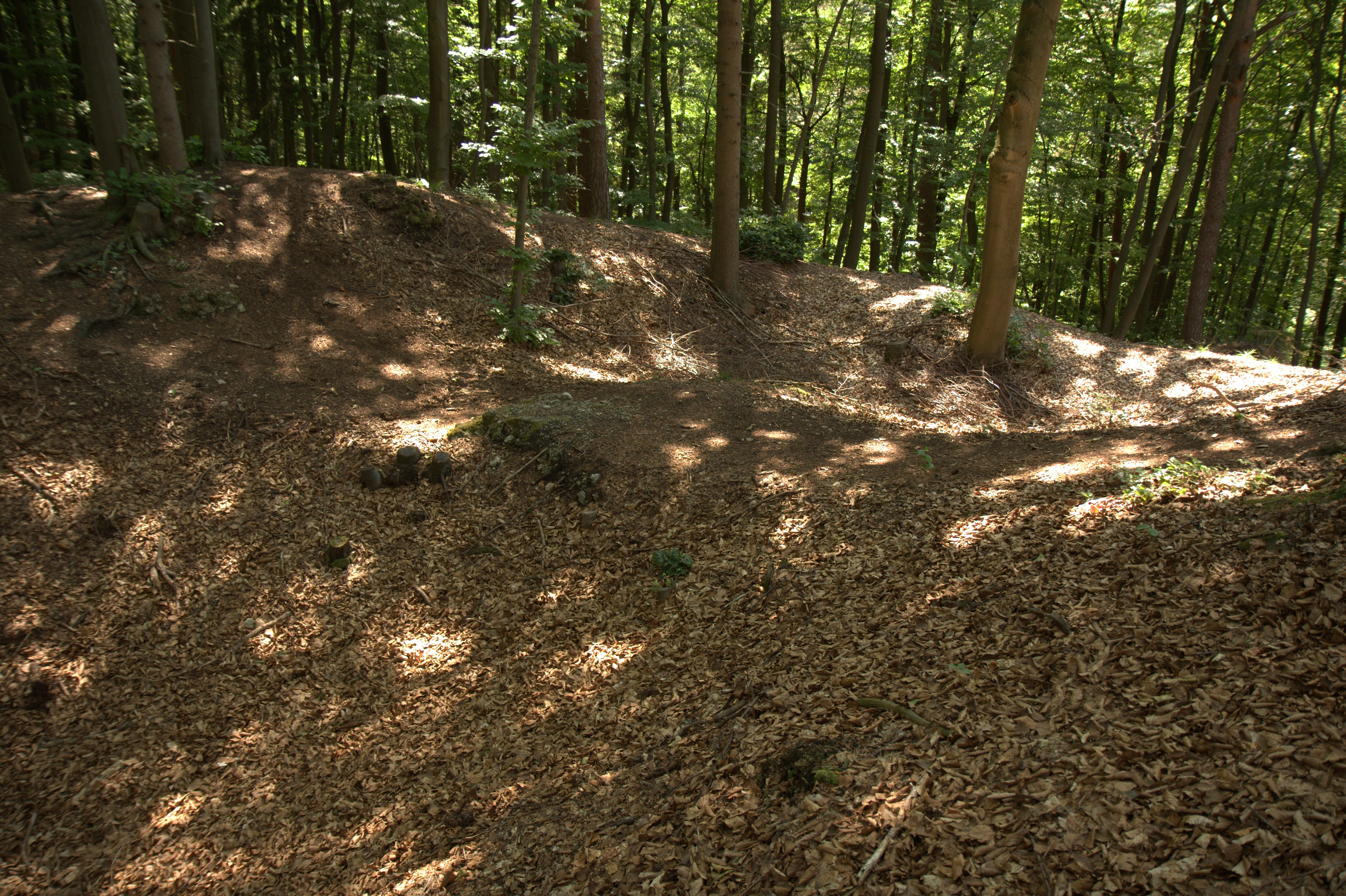
Bild 4: Der vermutliche Brückenpfeiler im Graben, im Vordergrund die Burgfläche
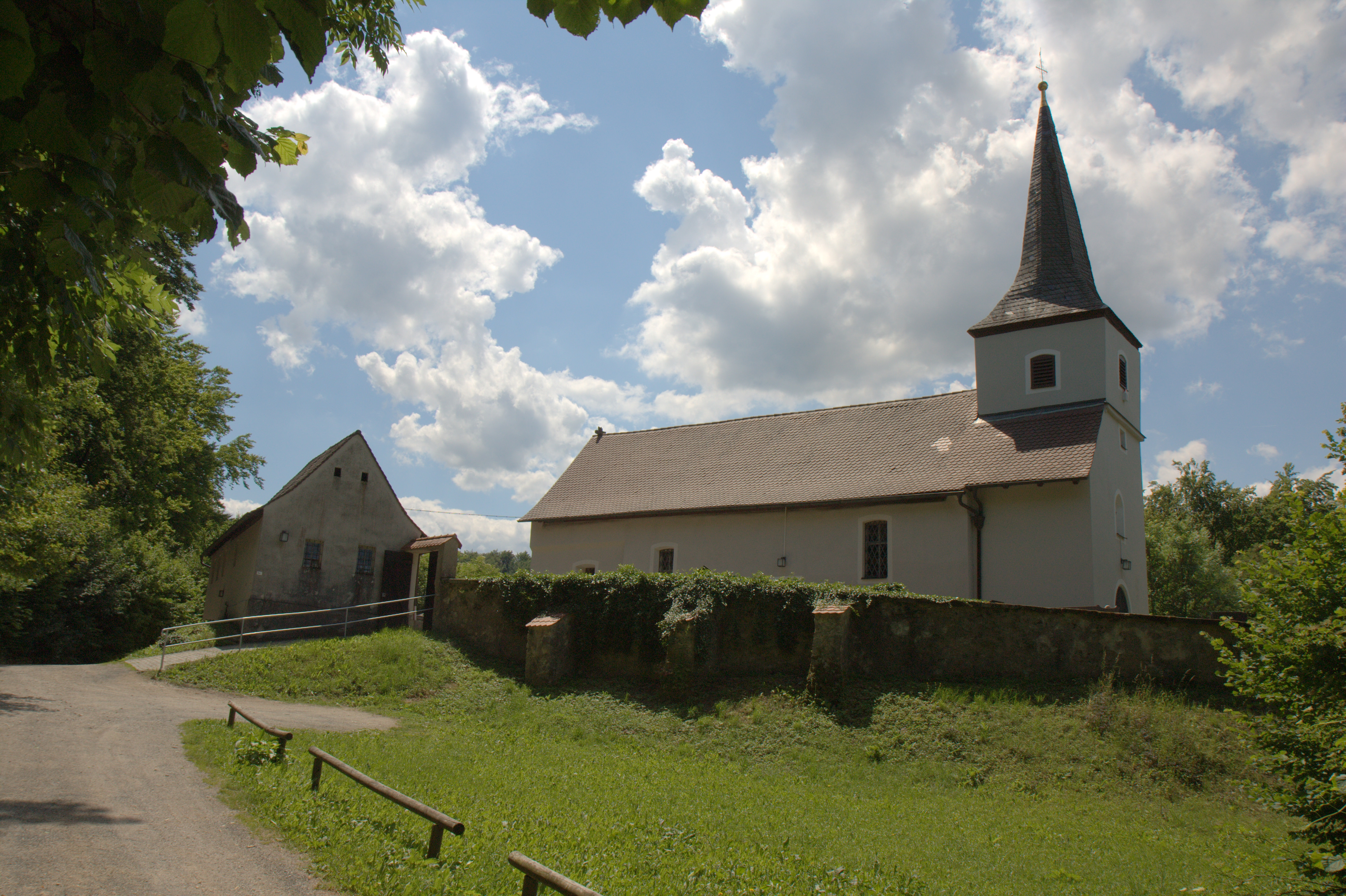
Bild 5: Ansicht der Kapelle Sankt Moritz mit dem Eremitenhäuslein